# Adolphe Gaétan
Adolphe Gaétan né le 27 octobre 1913 à Conakry, en Guinée, fusillé le 19 novembre 1942 près de Dakar, au Sénégal, est un résistant, dirigeant un réseau de renseignement, Compagnon de la Libération.

## Biographie
Adolphe Gaétan naît le 27 octobre 1913 à Conakry. Interprètes, son père et son oncle ont été les compagnons des premiers explorateurs de la Guinée, en particulier d'Olivier de Sanderval explorateur du Fouta-Djalon. Dactylographe de profession, il s'engage dans la Résistance à partir de 1940 et prend la tête d'un réseau de la France libre regroupant une douzaine de personnes. À ce titre, il fournit aux services français libres de Sierra Leone des renseignements d'ordre militaire, économique et politique et distribue en Guinée des tracts appelant à la résistance.
Arrêté le 19 août 1941 avec six membres de son groupe, il est condamné à mort avec cinq compagnons (Alexandre Boure, Amara Soumah, Ibrahima Cisse, Morlaye Yansane et Sekou Camara) pour « menées gaullistes » par le tribunal de Dakar, siégeant en cour martiale, le 27 mai 1942. Devant l'émotion publique suscitée par ces condamnations, le maréchal Pétain commue la peine de ses cinq compagnons en travaux forcés à perpétuité le 28 octobre. En revanche, le recours en grâce d'Adolphe Gaétan est rejeté le 7 novembre. Il est fusillé à Fann, champ de tir de Dakar, le 19 novembre, onze jours après le débarquement allié en Afrique du Nord. Il est le dernier résistant fusillé par Vichy en Afrique-Occidentale française (territoire encore fidèle au régime de Vichy).
Il a reçu la croix de la Libération à titre posthume par décret du 14 novembre 1944.
Ses restes ont été transférés en 1955 à Conakry, où ils ont été inhumés au cimetière de Boulbinet.

## Décorations
- Compagnon de la Libération à titre posthume par décret du 14 novembre 1944[4]